# ATS・D7
ATS・D7は、ATSチームが1984年のF1世界選手権用に製作したフォーミュラ1カー。デザイナーはグスタフ・ブルナー。ATSにとって最後のマシンとなった。

## 概要
ATS・D6の改良型として開発し、カーボンファイバーモノコックを採用。エンジンは前年に引き続きBMW M12/13を搭載、ピレリタイヤを装着。ドライバーはマンフレッド・ヴィンケルホックが残留し、第12戦オーストリアグランプリから地元出身のルーキー、ゲルハルト・ベルガーがドライブ。
D7はその強力なBMWターボエンジンのおかげで驚異的なスピードを発揮し、予選では中団グリッドにつく走りを見せるが、マシンの信頼性やチーム内の運営等に問題があり、リタイア数10回を数えた。ベルギーでヴィンケルホックは予選6位に付け、決勝では序盤フェラーリのミケーレ・アルボレート、ルネ・アルヌー、ルノーのデレック・ワーウィックに次いで4位を走行したが、39ラップ目に排気系トラブルでリタイアした。次戦のサンマリノでも予選7位から決勝ではポイント圏内の6位を走行したものの、ターボトラブルでリタイアとなった。
ヴィンケルホックは速いが信頼性に欠けるD7で完走したのは2度のみで、カナダとダラスでの8位であった。ベルガーの走らせたマシンはヴィンケルホックよりは信頼性が増し、エステルライヒリンクでは12位で完走した。第14戦イタリアグランプリでは6位入賞を果たしたが、開幕時点では1台エントリーとなっていたため、2台目のマシンを走らせていたベルガーにチャンピオンシップポイントは与えられなかった（このケースはオゼッラから参戦していたヨー・ガルトナーも同様）。
ベルガーによるモンツァでの6位にもかかわらず、D7は1984年シーズンにポイントを得ることができなかった。BMWは翌シーズンのATSへのF1エンジン供給を取りやめ、ギュンター・シュミットはチームのシーズン終了後のF1撤退を決定した。

## F1における全成績
(key) （太字はポールポジション）
| 年     | チーム    | エンジン           | タイヤ | ドライバー                     | 1   | 2   | 3   | 4   | 5   | 6    | 7   | 8   | 9   | 10  | 11  | 12  | 13  | 14  | 15  | 16  | 順位 | ポイント |
| ------ | --------- | ------------------ | ------ | ------------------------------ | --- | --- | --- | --- | --- | ---- | --- | --- | --- | --- | --- | --- | --- | --- | --- | --- | ---- | -------- |
| 1984年 | チームATS | BMW M12/13 1.5 L4t | P      |                                | BRA | RSA | BEL | SMR | FRA | MON† | CAN | DET | USA | GBR | GER | AUT | NED | ITA | EUR | POR | NC   | 0        |
| 1984年 | チームATS | BMW M12/13 1.5 L4t | P      | マンフレッド・ヴィンケルホック | EX  | Ret | Ret | Ret | Ret | Ret  | 8   | Ret | 8   | Ret | Ret | DNS | Ret | DNS |     |     | NC   | 0        |
| 1984年 | チームATS | BMW M12/13 1.5 L4t | P      | ゲルハルト・ベルガー           |     |     |     |     |     |      |     |     |     |     |     | 12  |     | 6‡  | Ret | 13  | NC   | 0        |

‡ ベルガーの獲得ポイントはチームが1カー登録だったため選手権には無効となった。

## 参照
1. ↑  “1984 ATS D7 BMW- Images, Specifications and Information”.   Ultimatecarpage.com. 2012年8月8日閲覧。
2. ↑  デザイナー列伝 グスタフ・ブルナー　F1グランプリ特集 vol.083 68頁 ソニーマガジンズ 1996年5月16日発行